# Hanuman
Hanuman er en hinduistisk gud, kaldes også Abeguden. Han er legemeligørelsen af mod, kriger-egenskaber og loyalitet og en meget yndet gud blandt hinduister.
Hanuman kendes fra det hinduistiske epos: Ramayana. Dette omhandler prinsen Rama, en avatar (reinkarnation) af Vishnu, og hans liv. 
Hanuman er halvt gud, søn af vindens gud, og halvt abe, og kommer via sin konge til at tjene Rama i hans jagt på sin stjålne hustru, Shita.